# Belchamp Otten
Belchamp Otten is een civil parish in het bestuurlijke gebied Braintree district, in het Engelse graafschap Essex. In 2001 telde het dorp 164 inwoners.